# 門倉崎
門倉岬（かどくらみさき）は、種子島の最南端にある岬である。
門倉岬から喜界島を結び、屋久島望む右側（西側）が東シナ海で、左側（東側）が太平洋である。
門倉岬の呼称は1812年（文化9年）5月に伊能忠敬による種子島の測量南隊・門倉一太が苦難の測量を完了して「門倉崎」と自分の姓を記述した。それまで、1702年（元禄15年）大隅国の「元禄国絵図」によれば「熊毛埼」と記述されている。
岬の先端部から太平洋側（東側）は、竹崎の種子島宇宙センター「宇宙科学技術館」まで1２キロに渡る砂浜で、「前之浜自然公園」がある形成している。岬の先端部から東シナ海側（西側）は、屋久島が見渡せる景勝地となっている。岬の先端部は海食により、高さ約50メートルの断崖となっている。公園内に「鉄砲伝来紀功碑」や御崎（みさき）神社があり、南蛮船の形状を模した展望台や遊歩道が整備されている。
2009年には門倉岬で皆既日食を観測するツアーが組まれた。

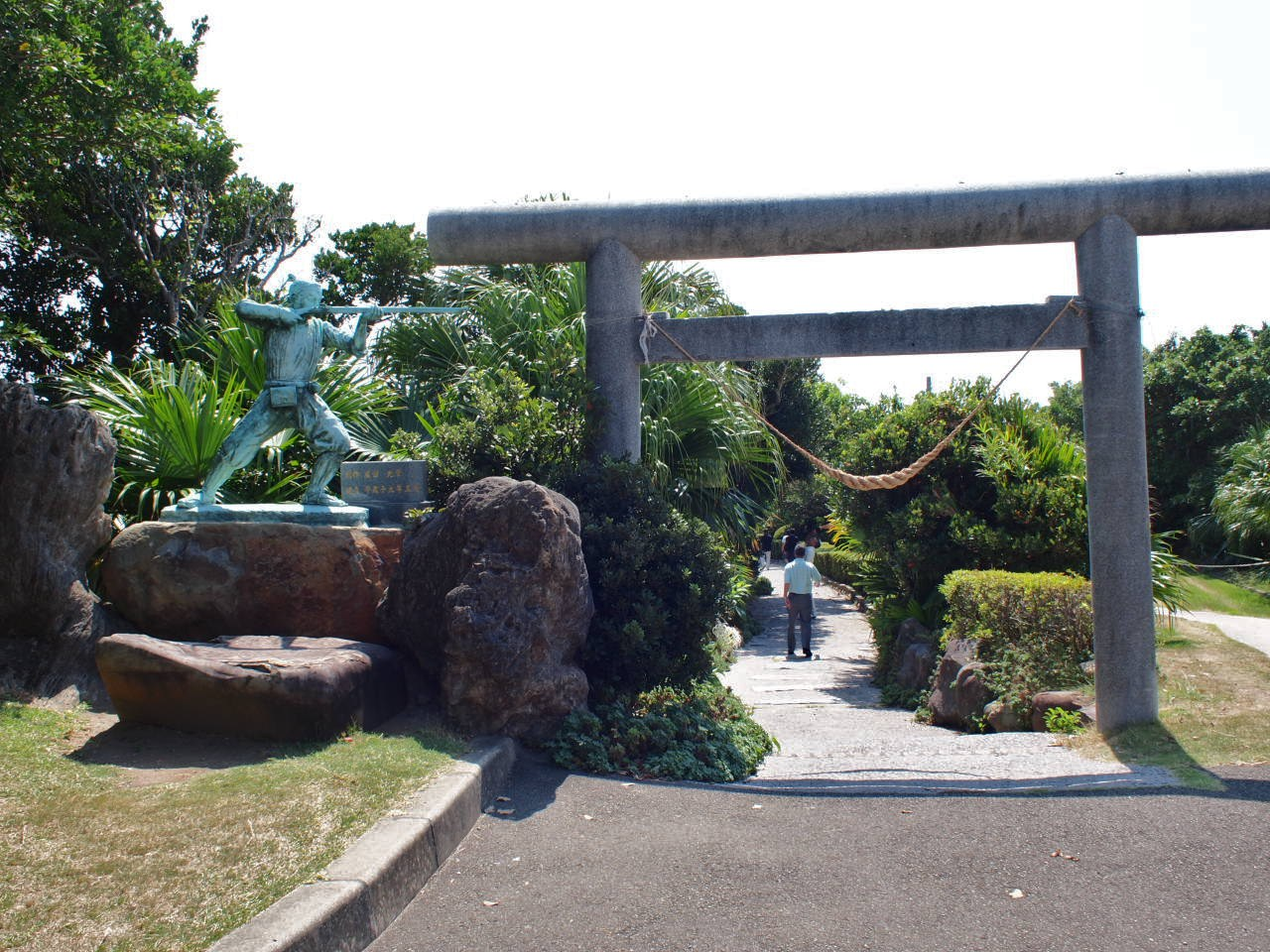
門倉岬の入口
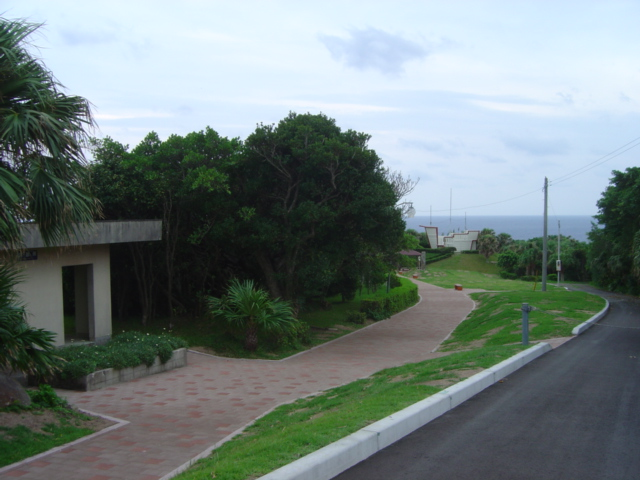
2011年再整備。
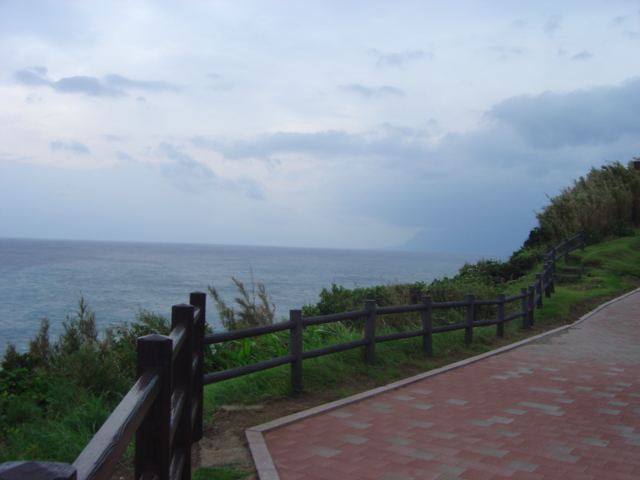
雲の奥に屋久島が。
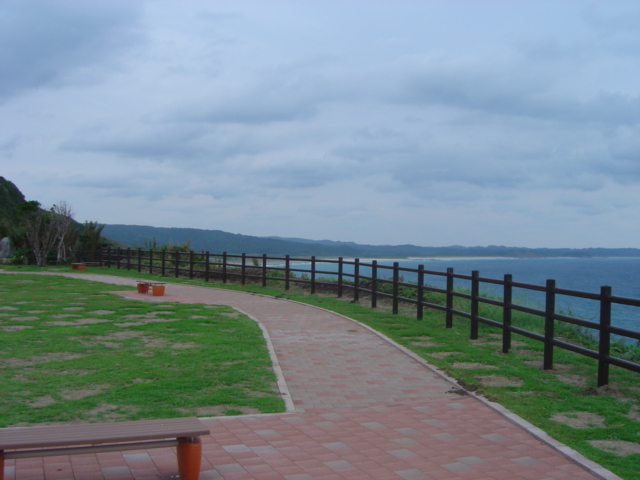
リニューアルされた遊歩道。
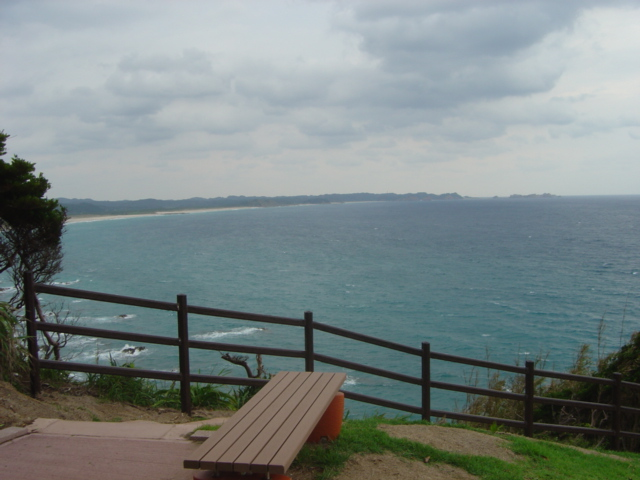
岬内は公園化されている。

## 鉄砲伝来紀功碑
1921年（大正10年）1月建立。
題字は種子島守時（1879年 - 1929年、種子島氏第27代当主）、碑文は西村天囚の撰。
天文12年(1543)8月25日、西村（にしのむら）の小浦（現在の前之浜）に漂着した明国船に乗船していたポルトガル人によって、日本に火縄銃が伝えられたことを記す。

## 御崎神社
岬の南端、断崖の側にある神社。大国主尊、彦火々出見尊を祭神とする。岬の形状が動物の尻尾を思わせることから、近世には「島尾大明神」と呼ばれた。
『種子島家御家年中行事属類雑記』の神社縁起には、「往古は潮風災害よけの守護神として島尾大明神と称し、祭礼は9月19日、神領として山神祭りの田があったが、今は百姓地で御倉入れ地となっている。祭礼の時は、村中で奉仕して白酒を造り、本国寺で満山祈祷をやり、村役以下村中の老若みな大明神に参宮し、国土安穏の古例の踊りを社殿の庭で催す」とある。

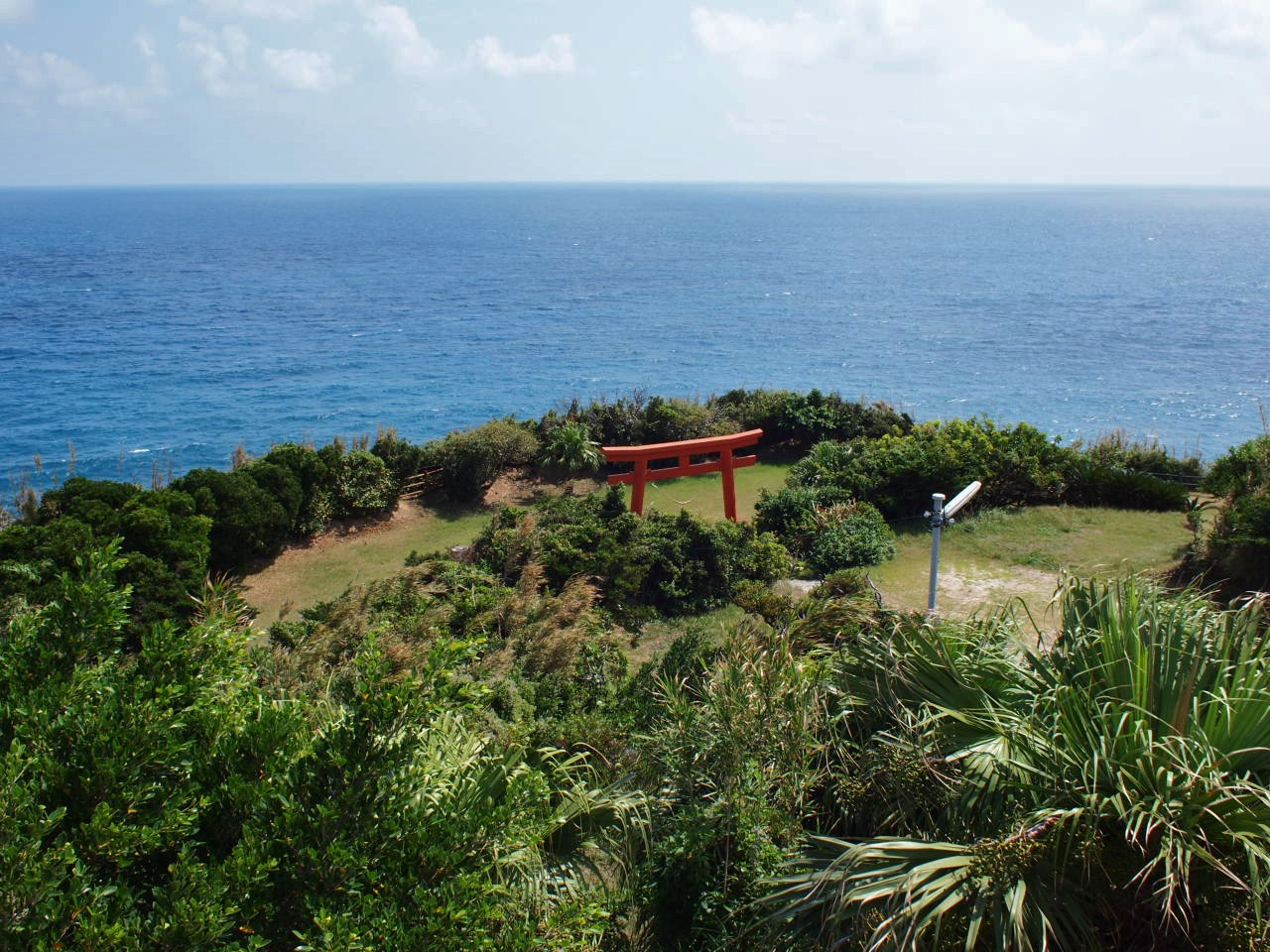
岬の南端。手前に見える鳥居は御崎神社

## 交通
- 南種子町コミュニティバス 西之線 門倉岬下車
- 種子島空港からタクシーで30分